# Čarakovo
Čarakovo (en serbe cyrillique : Чараково) est un village de Bosnie-Herzégovine. Il est situé sur le territoire de la ville de Prijedor et dans la république serbe de Bosnie. Selon les premiers résultats du recensement bosnien de 2013, il compte 1 408 habitants.

## Géographie
Le village est situé au sud-ouest de Prijedor, à la confluence de la Brdarska rijeka et de la Sana, un affluent droit de l'Una.

## Démographie

### Évolution historique de la population dans la localité
| 1948 | 1953 | 1961  | 1971  | 1981  | 1991  | 2013  |
| ---- | ---- | ----- | ----- | ----- | ----- | ----- |
| -    | -    | 1 533 | 1 933 | 2 263 | 2 412 | 1 408 |

|  |